# حسن بن الأستاذ هرمز
أبو علي حسن بن الأستاذ هرمز (المعروف على اسم والده بابن الأستاذ هرمز) (توفي عام 1011) كان ضابطًا عسكريًا ديلميًا بويهيًّا، وشخصية مهمة في دولة البويهيين خلال أواخر القرن العاشر.

## السيرة

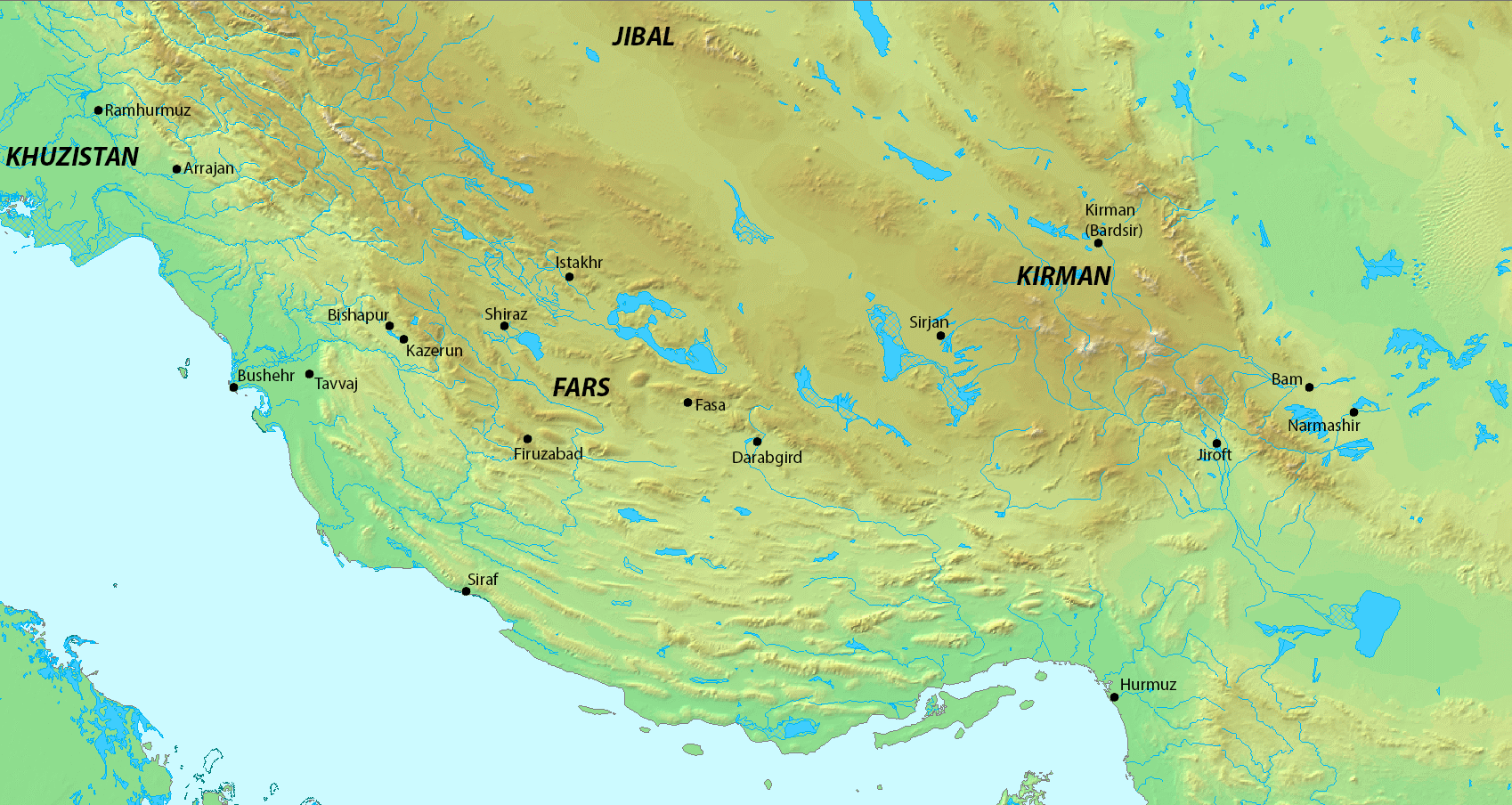
خريطة محافظة فارس والمناطق المحيطة بها في القرنين التاسع والعاشر

### الأصول
كان ابن أستاذ هرمز، الحاجب البويهي البارز، الذي بدأ بعد وفاة الملك البويهي عضد الدولة في خدمة ابنه الأكبر شرف الدولة، الذي كان حاكم محافظة فارس، وقاتَل من أجل السيطرة الكاملة على الدولة البويهية ضد شقيقه الأصغر صمصام الدولة، الذي كان حاكم العراق. وفي هذه الفترة عيَّن شرف الدولة الأستاذ هرمز حاكمًا على عُمان. ولكنه رغب في تغيير ولائه لشقيق شرف الدولة، فأُجبر على التنحي في عام 984.

### الخدمة في عهد البويهيين في فارس
في هذه الفترة كان ابن الأستاذ هرمز يبلغ من العمر حوالي 23 عامًا وكان بالفعل في خدمة صمصام الدولة؛ ولكن في عام 987، هُزم صمصام الدولة وأسره شرف الدولة، الذي ضم العراق بعد فترة وجيزة. ولكنه توفي بعد عام واحد، وخلفه أخوه الأصغر بهاء الدولة في العراق، بينما تمكن صمصام الدولة من الفرار من الأسر وهرب إلى فارس، حيث تمكن من فتح المنطقة بأكملها، وانضم إليه ابن الأستاذ هرمز ومن معه من ضباطه السابقين مثل فولاذ بن مناضر. في عام 995، أصبح ابن الأستاذ هرمز زعيمًا لأقاربه الديالميين في الجيش البويهي، مما منحه مكانة قوية في الدولة البويهية. وبعد عامين استولى على الأهواز، ولكن في العام التالي قُتل صمصام الدولة أثناء ثورة قام بها أبناء الحاكم البويهي السابق المتوفى عز الدولة.

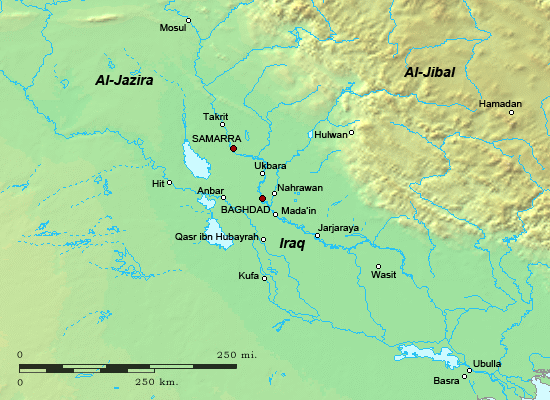
خريطة العراق في القرنين التاسع والعاشر

### الخدمة في عهد البويهيين في العراق
استغل ابن الأستاذ هرمز الفرصة بسرعة لنقل ولائه إلى بهاء الدولة، الذي أصبح الحاكم الجديد لفارس.
في عام 999/1000، خلف ابن الأستاذ هرمز أخاه الحجاج حاكمًا على الأهواز، حيث أُرسل الأخير ليصبح حاكمًا على العراق. في آب 1000، عُين وزيرًا في شيراز بدلًا من الوزير المُوفق، قبل إرساله إلى بغداد كوزير وحاكم للعراق في تشرين الأول 1002. هناك تمكن من هزيمة شقيقه، الذي ثار وكان مدعومًا من الأكراد والعرب الشيبانيين. كما دافع عن العراق ضد غارات منطقة البطيحة والحاكم الحسنوي بدر بن حسنويه. علاوة على ذلك، تمكن ابن الأستاذ هرمز من قمع تمرد الحاكم العقيلي قرواش، الذي سيطر لفترة وجيزة على عدد قليل من المدن البويهية وغير ولاءه للخلافة الفاطمية. توفي ابن الأستاذ هرمز لاحقًا في 14 كانون الأول 1010 في بغداد،  وخلفه فخر الملك أبو غالب، الذي سبق أن حل محل ابن الأستاذ هرمز في شيراز، كوزير وحاكم للعراق. أما والد ابن الأستاذ هرمز فقد عاش بعد ابنه حتى عام 1015م.